# Berlandina propinqua
Berlandina propinqua là một loài nhện trong họ Gnaphosidae. Loài này săn mồi ban đêm trong khi ban ngày thì ẩn mình dưới các tảng đá và lá cây. Cơ thể chúng có hình oval, hẹp và chĩa về phia sau.
Loài này thuộc chi Berlandina. Berlandina propinqua được Carl Friedrich Roewer miêu tả năm 1961.